# Деллавалле, Лоренцо
Лоренцо Деллавалле (итал. Lorenzo Dellavalle; род. 4 апреля 2004, Карманьола, Пьемонт) — итальянский футболист, защитник клуба «Лос-Анджелес».

## Клубная карьера
Деллавалле — воспитанник клуба «Ювентус».
4 августа 2023 года игрок перешёл в американский клуб «Лос-Анджелес 2», подписав многолетний контракт. 2 сентября в поединке против «Остина II» он дебютировал в MLS Next Pro. 24 января 2024 года Деллавалле подписал контракт с первой командой «Лос-Анджелеса» до конца сезона 2026 с опцией продления на сезон 2027.

## Международная карьера
В 2023 году Деллавалле в составе юношеской сборной Италии выиграл чемпионат Европы до 19 лет на Мальте. На турнире он сыграл в матчах против сборных Мальты, Польши, Испании и дважды Португалии.

## Достижения
Сборная Италии
- Чемпион Европы среди юношей до 19 лет: 2023

## Личная жизнь
Двоюродный брат Лоренцо — Алессандро, также футболист.